# Lophoptera albistellata
Lophoptera albistellata är en fjärilsart som beskrevs av W. Warren 1914. Lophoptera albistellata ingår i släktet Lophoptera och familjen nattflyn. Inga underarter finns listade i Catalogue of Life.